# 李士楨 (清朝)
李士桢（?—?），字广成，广东番禺縣人。
生卒年均不详，清仁宗年間人。早年很被朱珪看重。嘉庆六年（1801年）贡生。因家贫被胡克家聘入幕府。與黎简有往來。工於詩文，其骈文为吴慈鹤所称道。著有《青梅巢诗钞》及《青梅巢外集》。